# Saurodon
Saurodon (uit het Grieks: σαῦρος saûros, 'hagedis' en Grieks: ὀδούς odoús, Ionisch odoon, 'tand') is een geslacht van uitgestorven ichthyodectiforme straalvinnige beenvissen uit het Krijt. 

## Naamgeving
Het geslacht Saurodon werd in 1829 benoemd door Isaac Hays. Hem waren de overeenkomsten met Saurocephalus al opgevallen maar bij besloot een tweede geslacht te benoemen. Net als bij Saurocephalus ging men er in deze fase van uit dat het reptielen betrof, vandaar de naam 'reptieltand'. In 1830 benoemde hij de typesoort Saurodon leanus. De soortaanduiding eert Isaac Lea, de toenmalige eigenaar van het fossiel. Het holotype is USNM 3577, een gedeeltelijke kop gevonden in New Jersey bij de Pennsauken Creek.
Van Saurodon leanus is bekend dat het al in het Laat-Coniacien tot het Santonien voorkomt, in het Laat-Krijt. Fossielen zijn voornamelijk gevonden uit de Western Interior Seaway maar ook gemeld uit Mexico.

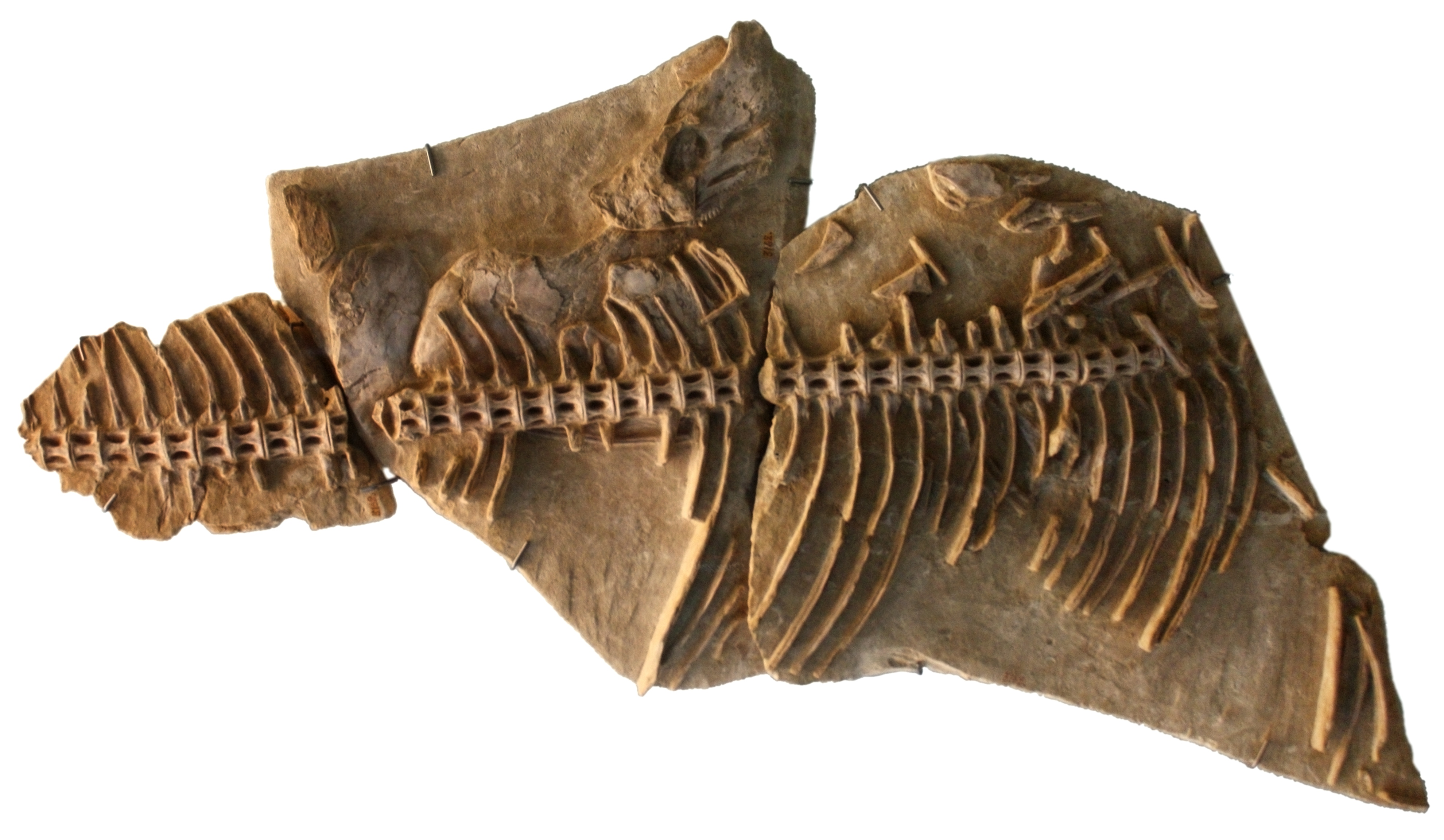
Saurodon intermedius

Edward Drinker Cope benoemde in 1870 een Saurocephalus phlebotomus, gebaseerd op specimen AMNH 1906. In 1873 maakte hij daar een apart geslacht Daptinus van. In 1878 benoemde Edward Tully Newton een Daptinus intermedius gebaseerd op materiaal uit Engeland. Cope zag zich toen gedwongen te erkennen dat het hele geslacht Daptinus dat hij benoemd had, een jonger synoniem was van Saurodon en dat hij dat al tegen 1875 begrepen had. In 1877 werd een Saurodon phlebotomus benoemd. Deze soort wordt tegenwoordig gezien als een jonger synoniem van Saurodon leanus. Hetzelfde geldt voor Daptinus intermedius, Saurodon broadheadi Stewart 1898 (KU 153), Saurodon xiphirostris Stewart 1898 (KU 161) en Saurodon ferox Stewart 1898. Daarnaast zijn Ichthyodectes prognathus Cope 1870 en Ichthyodectes goodeanus Cope 1877 jongere synoniemen.
In 1900 benoemde Frederic Brewster Loomis een Saurodon pygmaeus, slechts gebaseerd op een kleine tand. In 1999 werd dit het eigen geslacht Prosaurodon.
In 1999 benoemden Louis Taverne en Paolo Bronzi een Saurodon elongatus, 'de langwerpige'. Het holotype is No. 6555, een skelet eind jaren zeventig gevonden bij Nardò in Italië.
Er zijn in het verleden enkele soorten benoemd alleen op basis van tanden. De identiteit daarvan is onzeker. Het betreft onder andere Saurodon affinis Kripijanov 1860 (wellicht slechts een Saurodon affin.) en Saurodon conoideus in 1863 benoemd door Karl Emil von Schafhäutl.

## Beschrijving
Saurodon was een grote roofvis, met een lengte van meer dan tweehonderdvijftig centimeter. Het lichaam was zeer langwerpig met tegen de 120 wervels. 

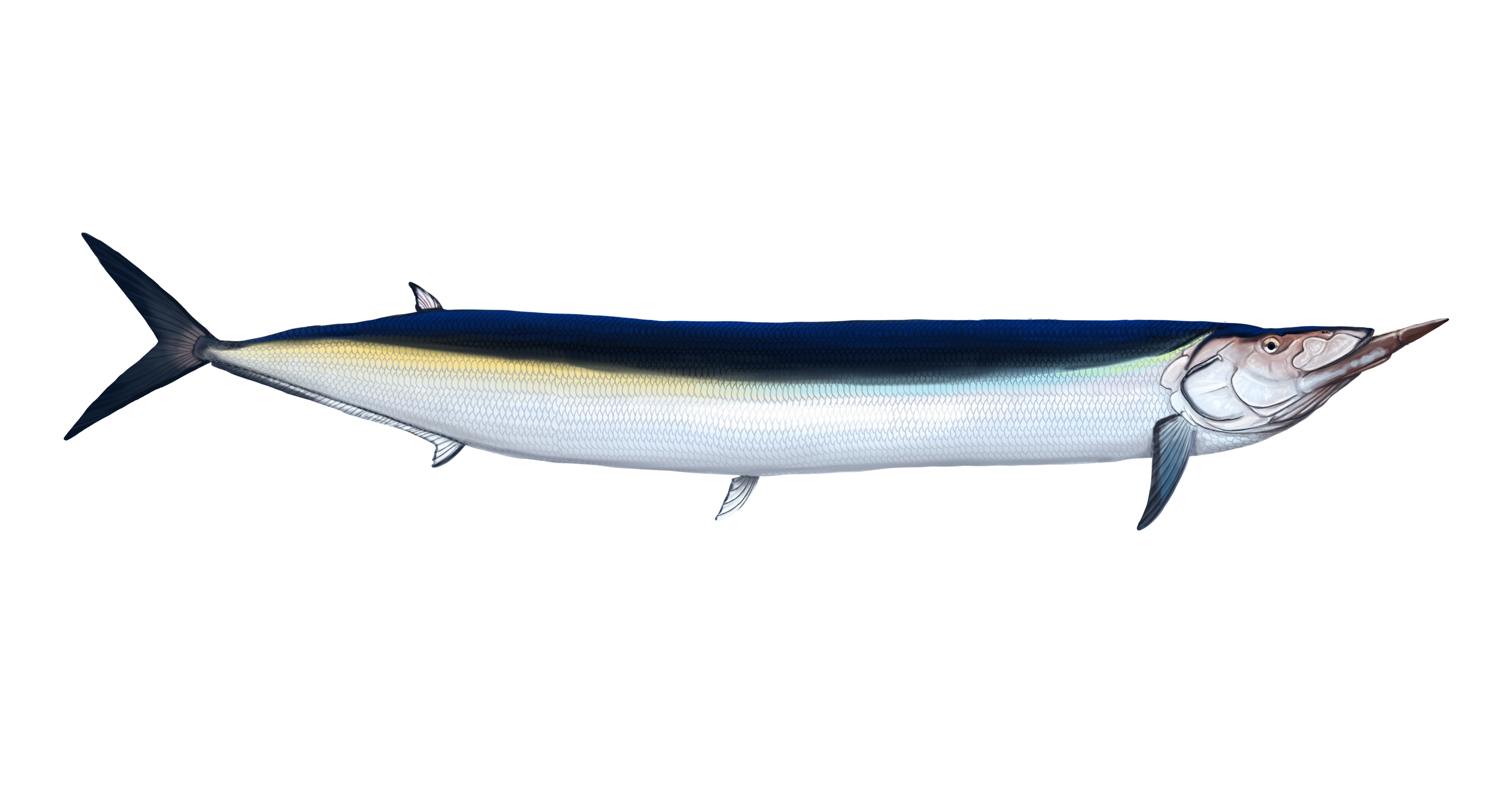
Saurodon leanus

De onderkaak stak ver voor de schedel uit door een verlengd tandeloos puntig predentarium, tweemaal langer dan hoog. Pas in 1898 werd dit kenmerk onderkend door Albin Stewart. Het predentarium steekt sterk schuin naar boven. De functie van deze bouw is onbekend. Het predentarium is achteraan bevestigd aan een verruwde zone van de symfyse die echter groeven mist. Dieper in de kaken liggen enkelvoudige rijen tanden. Het aantal is variabel. De praemaxilla kan acht tanden tellen en het bovenkaaksbeen ruim veertig. De tanden staan verticaal dicht op elkaar. De tandkronen zijn overdwars plat en hebben in zijaanzicht een lansvormig profiel. Aan de onderste binnenzijde hebben ze een inkeping zodat in doorsnede een slotvormig profiel ontstaat. Ze staan in aparte tandkassen. Door dat alles lijken ze sterk op de tanden van reptielen en dat heeft tot in de eenentwintigste eeuw onderzoekers voor de gek gehouden. Zo werd nog in 2011 een stuk saurodontide kaak, wellicht van Saurodon zelf wat het bereik van dat geslacht tot in Canada uitbreidt, voor een pterosauriër aangezien die Gwawinapterus genoemd werd. De vervangingstanden groeien onder de oude tanden, niet aan hun binnenzijde.

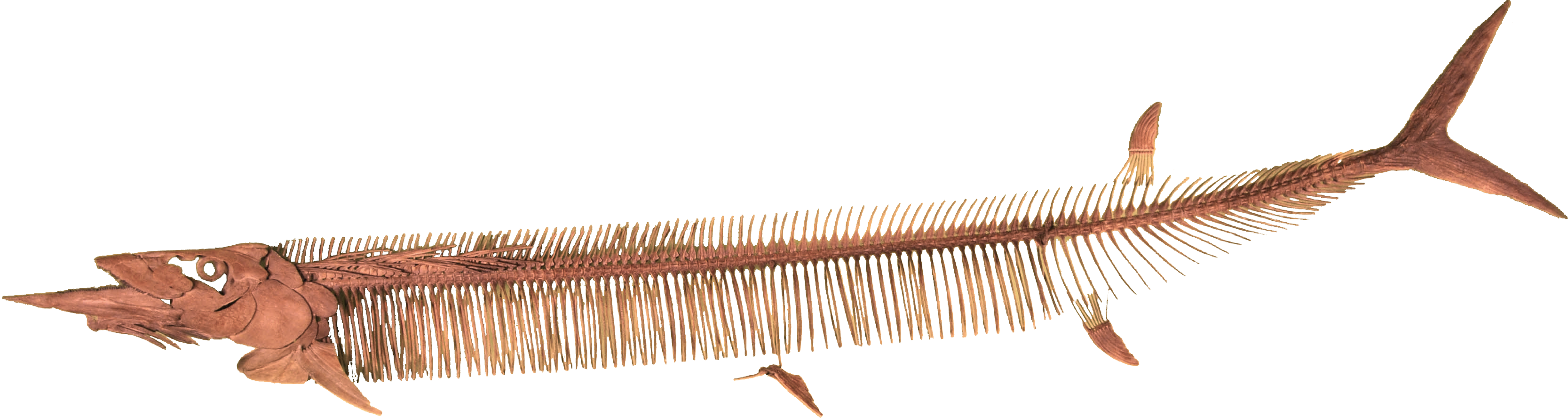
Een skeletmodel

Saurodon elongatus werd ongeveer negentig centimeter lang. De soort onderscheidt zich door minder talrijke maar grotere tanden. Het bovenkaaksbeen heeft een grotere achterste tak. De onderste tak van het preoperculum is korter. Het aantal wervels ligt hoger. De anaalvin telt het hoge aantal van dertig vinstralen.

## Fylogenie
In 1870/1871 benoemde Cope een familie Saurodontidae. Het is wel gedacht dat Saurocephalidae prioriteit heeft omdat Saurocephalus eerder benoemd is maar dat is een misvatting: het gaat om de relatieve data van de familienamen zelf. In 2000 werd een Saurodontinae benoemd.

## Soorten
- Saurodon elongatus Taverne & Bronzi, 1999
- Saurodon leanus Hays, 1830

## Levenswijze

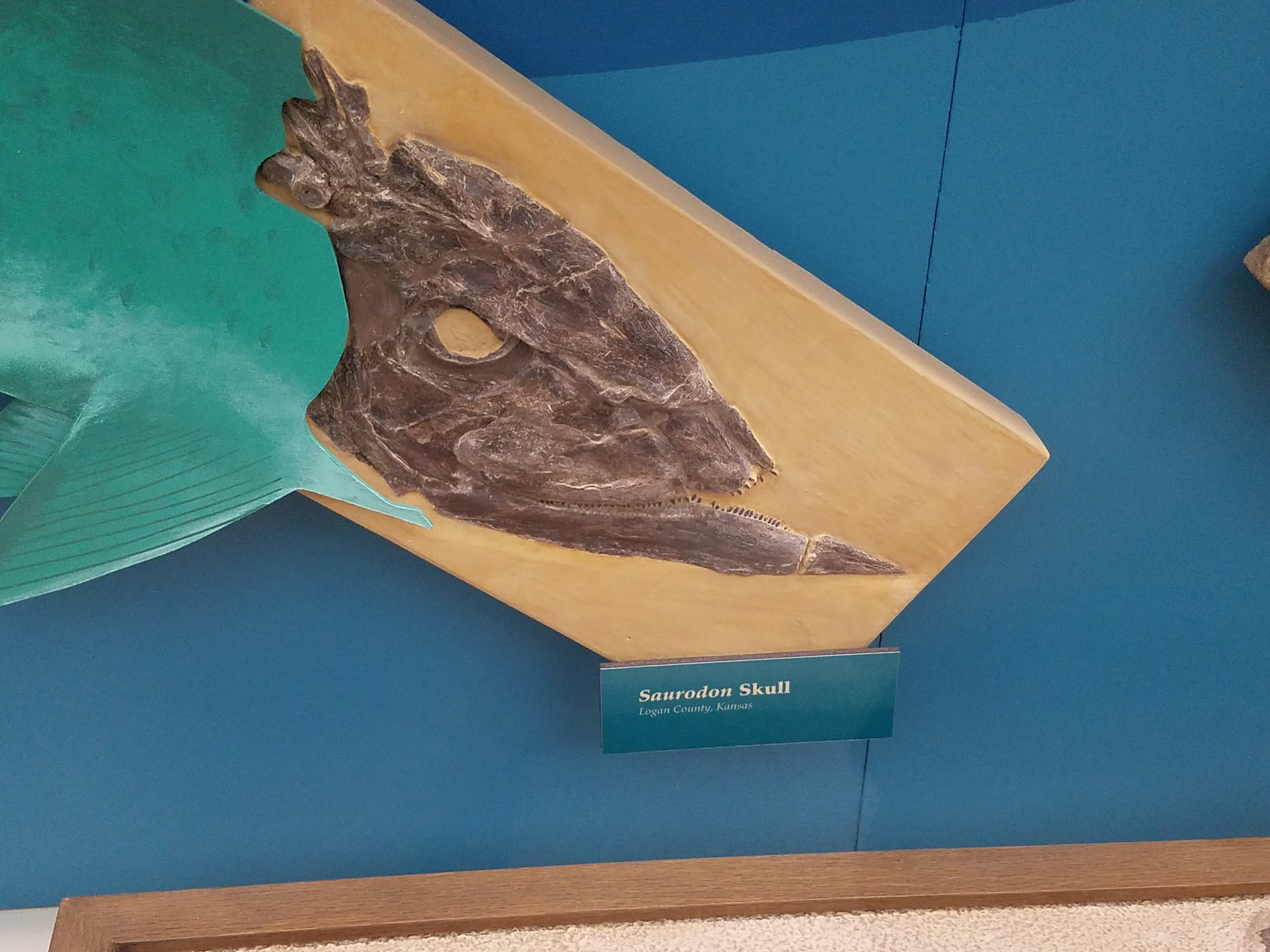
FHSM VP-168

Saurodon was een roofvis. De functie van het predentarium is raadselachtig. De structuur kon vermoedelijk niet gestuurd ten opzichte van de onderkaken bewegen. Zulke verbeende predentaria zijn zeldzaam onder basale vissen en en de structuur was daar vermoedelijk niet homoloog aan maar een nieuwvorming. Volgens Stewart was het een wapen. Het predentarium was echter niet stevig aan de onderkaken bevestigd en dreigde dus bij een botsing los te slaan. In 1969 werd door David Baardack en Gloria Sprinkle gesteld dat Saurodon aan het wateroppervlak joeg en daar vissen, vogels en kleine reptielen onderschepte. De scherpe onderkaak voorkwam dan turbulentie die de snelheid verminderde en de prooi gewaarschuwd kon hebben. Ook verlengde hij de toegang tot de muil die zo grotere prooien kon verzwelgen.

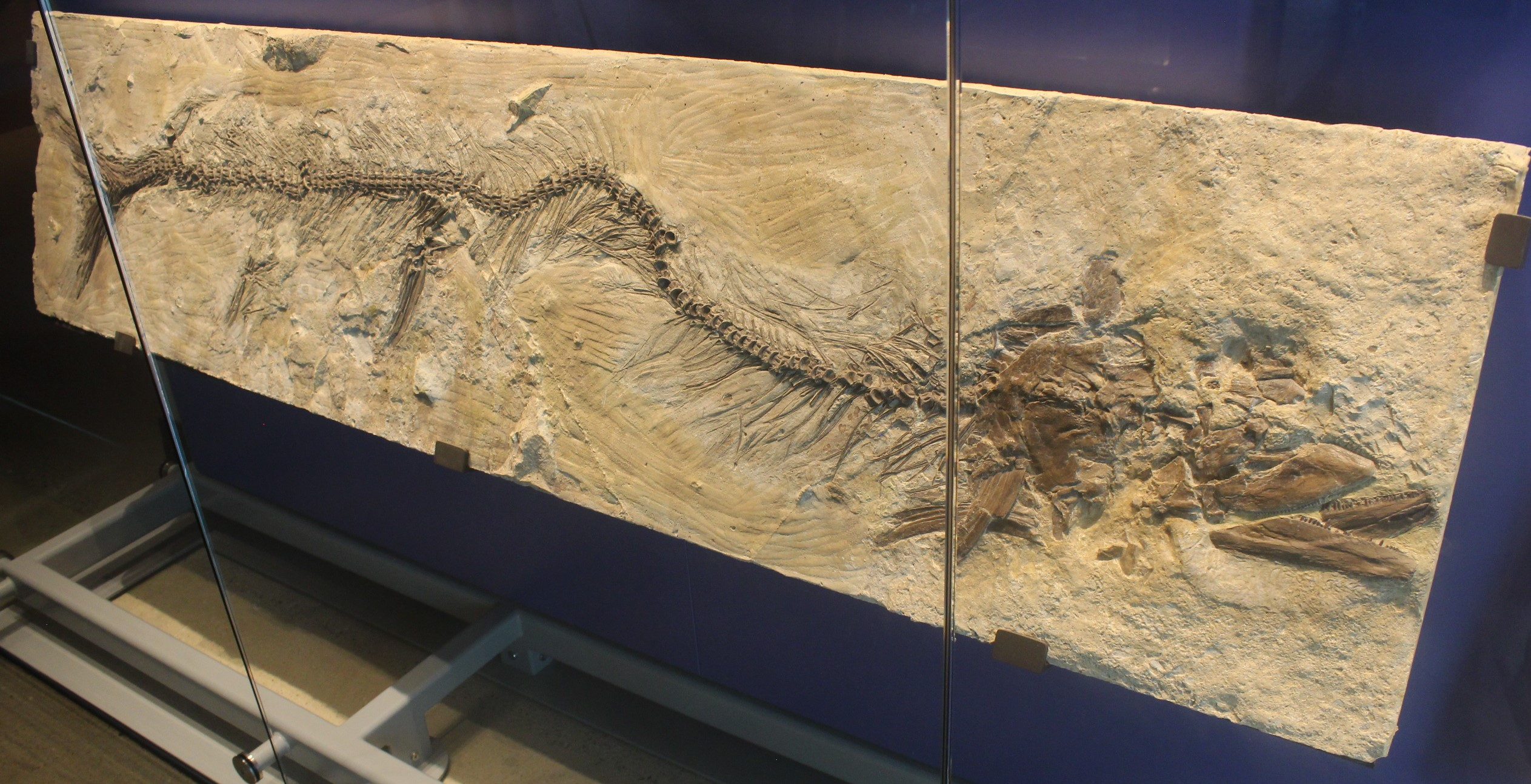
LACM 127978

In 2018 werd een eerste kootje van een vleugelvinger van Pteranodon gemeld, specimen ALMNH 8630, bij deze reusachtige pterosauriër een enorme structuur, dat onder andere bijtsporen vertoonde die aan Saurodon werden toegewezen. Het is onduidelijk of een drijvend karkas werd aangeknaagd.